# Карољ Олах
Карољ Олах (мађ. Oláh Károly (Román Károly); 6. септембар 1884 — 22. мај 1937) био је мађарски фудбалер и репрезентативац Мађарске.

## Каријера

### Клуб
За БСК је играо на позицији левог крила, а затим је на истој позицији наступио за БТК где је играо до 1910. године. Као играч ФК Будимпешта ТКа био је члан шампионске екипе 1902.

### У репрезентацији
Године 1902. појавио се у националној једанаесторици у првој званичној утакмици мађарске фудбалске репрезентације.

### Као национални судија
На основу свог искуства и познавања правила, постао је судија без испита, из нужде. Био је активан на оснивачким састанцима клуба и егзибиционим утакмицама. На основу одлуке савета МЛС, званичне утакмице могу да воде само они који су положили теоријски и практични испит испред судијског савета (ББ). По препоруци МЛСа ББ, постао је званични судија НБ II (друге лиге). По службеној пракси редовно је био помоћни судија, такозвани линијски судија. Између 1908. и 1914. важио је за једног од најбољих судија у мађарској фудбалској лиги

## Успеси
- Прва лига Мађарске у фудбалу
  - шампиони: 19022,
  - 2.: 1903.